# La Grande Roche (Quinçay)
La Grande Roche, aussi connue sous le nom de la Grande Roche de la Plématrie, est une grotte à gisement archéologique située sur la commune de Quinçay, dans la Vienne, en Nouvelle-Aquitaine.
Cette grotte a livré une stratigraphie exceptionnelle de Châtelperronien, en particulier vers l'avant de la cavité, qui forme la série la plus complète connue en France à la fin du XXe siècle, couvrant l'interstade des Cottés, pendant le stade isotopique 3.

## Situation
La Grande Roche se trouve vers le lieu-dit de la Plématrie à environ 2 km (à vol d'oiseau) au nord-ouest de Quinçay, sur le versant orienté au sud-ouest d'une vallée sèche rejoignant la rive droite (côté sud) de l'Auxance, sous-affluent de la Loire. Elle est au bord de la forêt domaniale de Vouillé-Saint-Hilaire, à 4,5 km au sud-est de Vouillé, sur le trajet du GRP des Trois Batailles de Poitiers.

## Géologie
Elle est creusée dans le calcaire du Bajocien-Bathonien (~170 à 166 Ma, dans le Jurassique moyen ou Dogger).

## Description
Le porche d'entrée est orienté sud-ouest. Large d'une quinzaine de mètres, il s'ouvre sur une salle profonde d'environ 20 m, prolongée par des galeries. À la suite d'un effondrement de la voûte, la partie antérieure était couverte de très grandes dalles calcaires de plusieurs mètres de longueur et pouvant atteindre 70 cm d'épaisseur.

## Historique
La Grande Roche est découverte en 1952 par Louis Gabriel Heily et Bernard Decron, deux spéléologues poitevins. Elle est fouillée de 1968 à 1990 sous la direction de François Lévêque pour contrer les fouilles clandestines sur le talus, devant l'entrée de la grotte. Ces fouilles couvrent un peu plus de 20 m2, principalement sous les blocs d'effondrement vers l'entrée de la grotte. 
L'outillage lithique est étudié de nouveau par Roussel et Soressi en 2010.

## Stratigraphie
À l'avant de la grotte, sous les dalles effondrées, cinq niveaux baptisés « ensembles » sont identifiés sur la base des variations colorimétriques et texturales de leurs sédiments. François Lévêque associe les couches aux différentes cultures préhistoriques d'après son analyse typologique de l'outillage lithique, basée sur la typologie analytique mise en place par Georges Laplace,. De la base vers le sommet de la séquence, Lévêque reconnaît :
Ensemble rouge (Er)
Sédiment sableux à blocaille de rognons de silex, archéologiquement stérile. Il repose sur les blocs d'un effondrement plus ancien.
Ensemble gris (Eg)
Sédiment pulvérulent produit par la décomposition du calcaire. Dont trois couches :
- Egb
- Egc : Lévêque (1980) l'attribue au proto-Châtelperronien ou Châtelperronien « archaïque »[12], mais Roussel et Soressi (2010) la replacent comme Moustérien de tradition acheuléenne, mettant en évidence d'une part la grande homogénéité technologique du débitage laminaire, et d'autre part l'homogénéité typologique des autres niveaux châtelperroniens[11],[8]. 
L'industrie de ce niveau comporte encore de nombreux caractères du Paléolithique moyen : racloirs nombreux, denticulés assez nombreux, quelques petits bifaces foliacés ; mais il inclut aussi des burins, des grattoirs, parfois sur lame, des pièces à dos marginal et profond[12].
- Egf : cette couche contient des « foyers de petite taille, parfois emboîtés dont la base est soulignée par des horizons rouges ou jaunes »[9].

Lévêque (1980) attribue cette couche (Egf) au Châtelperronien « ancien » ou « typique »,,.
L'ensemble Eg correspond à un climat tempéré associé à l'amélioration de l'interstade des Cottés (interstade Würm I-Würm II).
Ensemble noir (En)
De couleur brun-noirâtre, parfois franchement noire. Il s'agit d'un « important niveau de foyers […] dont la base est soulignée par un horizon sablo-argileux, parfois rougeâtre, plus souvent de couleur jaune ».
Cet ensemble (En) est attribué au Châtelperronien « ancien » ou « typique »,. Il correspond à la fin de l'amélioration climatique de l'interstade des Cottés et au début de l'instabilité climatique qui s'ensuit.
Ensemble marron (Em)
Sédiment argilo-sableux de couleur foncée, avec « un aspect parfois très feuilleté puis légèrement plus pulvérulent à sa base ». Dont trois couches :
- Emj
- Emf
- Emo

Cet ensemble comprend un sous-niveau intermédiaire « marron de foyers […] marqué d'abord par quelques traces de charbon de bois puis par des passées plus noirâtres et de l'argile rouge carmin ». 

Lévêque (1980) attribue cet ensemble (Em) au Châtelperronien « évolué »,.
Ensemble jaune (Ej)
D'un jaune parfois orangé, sablo-argileux, « caractérisée par ses nombreux éléments calcaires à angles vifs ». Il est en contact direct avec les grandes dalles d'effondrement. Il est formé de deux couches :
- Ejm : elle correspond au minimum climatique du Würm IIIa[15].
- Ejo : cette dernière couche a été remaniée par cryoturbation et contient une industrie pauvre ayant un aspect « parfois lustré à bords souvent écrasés »[14]. Les indices de froid de la couche précédente s'estompent[15].

Lévêque attribue cet ensemble Ej au Châtelperronien « à caractères régressifs ».

### Intégrité des couches châtelperroniennes
La stratigraphie de la grotte présente une rare caractéristique : 
le sommet du Châtelperronien (couche Ejo) est scellé par les blocs d'effondrement déjà mentionnés, ce qui exclut toute contamination par des niveaux ultérieurs ; d'ailleurs aucun niveau du Paléolithique supérieur n'est présent au-dessus. 
Par ailleurs, la couche « Er » à la base de la fouille est elle aussi scellée par des blocs similaires qui excluent toute contamination par des dépôts préalables (voir plus haut).
L'intégrité des couches critiques pour la série châtelperronienne est ainsi assurée, avec le scellement des couches de l'intervalle archéologique.

### Occupations ultérieures
Il n'est pas possible de déterminer de façon précise l'évolution de l'occupation de la grotte après l'effondrement de la voûte car les strates plus récentes n'ont pas été protégées ; mais la cavité a continué à être utilisée au Paléolithique supérieur final (industrie lithique), au Mésolithique, au Néolithique (tessons), à l'Âge du bronze, aux temps gallo-romains et au Moyen-Âge.

## Éléments du débat sur le passage Châtelperronien / Aurignacien
Ce débat est celui de la transition entre Néandertaliens, traditionnellement cantonnés au Paléolithique moyen, et Hommes modernes, avec lesquels commence traditionnellement le Paléolithique supérieur. La culture charnière est le Châtelperronien, dernière manifestation des Néandertaliens de France avant leur disparition - et la seule pour laquelle les Néandertaliens sont associés à des ornements corporels. Ce dernier point est déjà un nœud de contention : l'association "Néandertaliens - ornements corporels" est contestée par certains préhistoriens, argüant parfois qu'elle apparait par contamination des strates respectives. 

Or ici l'intégrité des couches critiques est indiscutable : la dernière couche châtelperronienne (Ejo) est scellée par des dalles (voir plus haut). Et elle contient des ornements corporels, souvent considérés comme représentatifs d'un comportement symbolique évolué. Le seul autre site châtelperronien connu ayant livré des ornements corporels est la grotte du Renne à Arcy-sur-Cure (Yonne), dont la stratigraphie, qui va du Moustérien au Gravettien en passant par le Châtelperronien et l'Aurignacien, a été validée par le préhistorien Francesco d'Errico.
L'analyse détaillée de la production laminaire des trois niveaux de la séquence châtelperronienne du site de Quinçay et sa comparaison avec les productions laminaires protoaurignaciennes montre une opposition nette entre ces deux systèmes techniques, tant sur les méthodes que sur les objectifs à atteindre ; et dément l'idée d'une filiation technique entre les méthodes de débitage laminaire de ces deux groupes. 

Les types d'outils et les méthodes de débitage laminaire et lamellaire restent à peu près constantes dans toutes les couches châtelperroniennes. Par contre les méthodes et les objectifs du débitage laminaire montrent une nette différence avec ceux du Protoaurignacien, notamment pour la méthode de production de grandes lamelles (débitage semi-tournant, recul axial, intégration des ﬂancs au débitage laminaire, continuité opératoire entre les débitages de lames et de lamelles). Toutefois l’objectif reste le même : obtenir de grandes lamelles à retoucher en grandes lamelles Dufour. Roussel (2011) en conclut que les groupes châtelperroniens et aurignaciens ont pu être en contact limité, par exemple sur des lieux de passage, ce qui aurait permis la diffusion de l'idée des lamelles retouchées en lamelles Dufour – potentielles armatures de projectiles – chez les groupes châtelperroniens.

### Ornements corporels châtelperroniens
La couche supérieure du Châtelperronien a livré entre autres une série de six dents percées, canines de renard et de loup soigneusement travaillées. La technique utilisée varie en fonction des dents. La racine est amincie par abrasion / frottement. Les canines de loup sont percées par des enlèvements par pression ou percussion avec un outil acéré, ce qui laisse des traces en écaille sur la racine de la dent et tout autour de la perforation. Pour comparaison, les dents percées trouvées dans l'Aurignacien ancien de la Quina ont leurs racines amincies par raclage et le percement des dents est obtenu par des rainurages, ce qui donne un trou plus petit que par pression ou percussion mais un travail moins soigné.
Cette série a renforcé l'hypothèse de la fabrication de parures par les Néandertaliens.
Seuls deux autres sites sont connus pour avoir livré des ornements corporels dans un niveau châtelperronien : la grotte du Renne à Arcy-sur-Cure (Yonne) et la Roche à Pierrot à Saint-Césaire (Charente-Maritime), mais la stratigraphie de ce dernier site demeure contestée.